# Брукс, Лесли
Лесли Брукс (англ. Leslie Brooks), имя при рождении Вирджиния Лесли Геттман (англ. Virginia Leslie Gettman; 13 июля 1922 года — 1 июля 2011 года) — американская киноактриса и фотомодель 1940-х годов.
Самыми заметными фильмами Брукс были «Ты никогда не была восхитительнее» (1942), «Счастливые ножки» (1942), «Две сеньориты из Чикаго» (1943), «Девушка с обложки» (1944), «Девять девушек» (1944), «Секрет Свистуна» (1946), «Человек, который осмелился» (1946), «Роман в открытом море» (1948), «Бессмысленный триумф» (1948) и «Ледяная блондинка» (1948).

## Ранние годы и начало карьеры
Лесли Брукс (имя при рождении Вирджиния Лесли Геттман) родилась 13 июля 1922 года в Линкольне, Небраска. Родители в раннем возрасте увезли её в Южную Калифорнию, она училась в школе в Голливуде. В 1940 году она начала карьеру фотомодели, используя имя Лоррейн Геттман (англ. Lorraine Gettman).
В июне 1941 года под именем Лоррейн Гетман она стала одной из шести старлеток, которых широко рекламировали как Военно-морской блюзовый секстет. Шесть красавиц совершили турне по всей стране, которое завершилось в Нью-Йорке.

## Карьера в кинематографе
Как Лоррейн Гетман в 1941 году она начала сниматься в кино с эпизодических ролей в мюзикле Metro-Goldwyn-Mayer «Девушки Зигфелда» (1941) с Джеймсом Стюартом, а также на Warner Bros в комедиях «Теперь ты в армии» (1941), «Тело исчезает» (1941) и музыкальной комедии «Военно-морской блюз» (1941) и романтической комедии с Бетт Дейвис «Человек, который пришёл к обеду» (1942), а также в музыкальном байопике «Янки Дуддл Денди» (1942) с Джеймсом Кэгни в главной роли.
В 1942 году Брукс подписала контракт с Columbia Pictures, после чего она перекрасилась из брюнетки в блондинку и сменила имя на Лесли Брукс. В том же году Брукс появилась в звёздной романтической комедии с Кэри Грантом «Весь город говорит» (1942) и музыкальной комедии с Фредом Астером и Ритой Хейуорт «Ты никогда не была восхитительнее» (1942), получив в ней значимую роль второго плана. Она также сыграла главные женские роли в таких низкобюджетных фильмах студии, как комедия «Счастливые ножки» (1942), вестерн «Перегон на Дедвуд» (1942) и шпионский боевик «Агент под прикрытием» (1942) .
В дальнейшем у Брукс были роли второго плана в таких второстепенных фильмах, как криминальная мелодрама «Город без мужчин» (1943) с Линдой Дарнелл и музыкальная комедия «Две сеньориты из Чикаго» (1943). За ними последовали важные роли второго плана в детективной комедии «Девять девушек» (1944) и в популярной музыкальной комедии «Девушка с обложки» (1944) с Ритой Хейуорт и Джином Келли. В 1943—1944 годах фотография Брукс появилась на обложках журналов The National Police Gazette и армейского журнала Yank.
В 1945 году Брукс снова появилась в роли второго плана в мюзикле с Ритой Хейуорт, на этот раз «Сегодня и каждый вечер» (1945), а также сыграла главную женскую роль в музыкальной комедии «Я люблю руководителя оркестра» (1945). Год спустя у неё снова были главные женские роли в малобюджетной криминальной мелодраме «Человек, который отважился» (1946), а также в одном из фильмов популярного нуарового киносериала про Свистуна — «Секрет Свистуна» (1946). В этой детективной истории Брукс сыграла роль модели и охотницы за богатством, которая заводит роман с художником (Ричард Дикс), женатым на богатой, но больной женщине. После её скорой смерти героиня Брукс выходит замуж за художника, но вскоре начинает подозревать, что это он отравил свою жену. Когда она пытается разобраться в обстоятельствах дела, художник душит её, после чего узнаёт от полиции, что его первая жена умерла собственной смертью, не успев принять заготовленные им отравленные таблетки. По мнению TV Guide, «фильм захватывающий, как и все другие фильмы серии, и хорошо сыгран актёрами».
Год спустя Брукс сыграла заметную роль второго плана в криминальной комедии «Труп наложенным платежом» (1947), где пара газетных репортёров (Джордж Брент и Джоан Блонделл) ведёт расследование двух убийств на киностудии. Назвав сценарий картины «нелепым и скучным», а постановку «настолько слабой, насколько только можно себе представить», кинообозреватель «Нью-Йорк Таймс» Томас Прайор далее отметил, что фильм «следует, не распаковывая, вернуть отправителю, а именно студии Columbia Pictures».
В феврале 1948 года Брукс ушла со студии Columbia. Свою следующую небольшую роль она сыграла в музыкально-романтической комедии Warner Bros «Роман в открытом море» (1947) с Дорис Дэй в главной роли. Эту картину Босли Краузер в «Нью-Йорк Таймс» оценил невысоко, назвав «легковесной комедией ошибок».

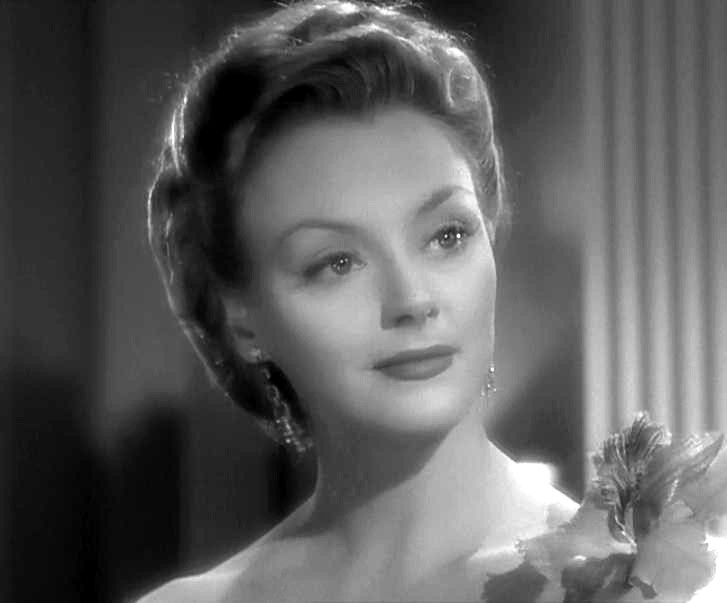
Брукс в фильме «Бессмысленный триумф» (1948)

В фильме нуар студии Eagle Lion Films «Бессмысленный триумф» (1948) Брукс сыграла важную роль Вирджинии Тейлор, светской красавицы и любовницы известного психиатра, доктора Бартока, которого убил внешне не отличимый от него уголовник Джон Меллер (Пол Хенрейд), чтобы занять его место. После того, как Вирджиния приводит Джона в богатое казино, тот вдруг осознаёт, что занял место не респектабельного врача, а игромана с огромными долгами. По мнению рецензента журнала TimeOut, «несмотря на свой безумный сюжет» с подменой личности, «фильм не так уж и плох, благодаря постоянному напряжению,… хорошей актёрской игре, достойному мрачному финалу и абсолютно потрясающей работе со светом на улицах Лос-Анджелеса оператора Джона Олтона».
В том же году Брукс сыграла главную роль в независимом фильме нуар «Ледяная блондинка» (1948), которая стала её самой яркой работой в кино. Фильм рассказывает о репортёре светской хроники Клэр Каммингс, внешне привлекательной, но неумеренно амбициозной и аморальной женщине,, которая с помощью браков пытается проложить себе путь к богатству и власти, сохранив при этом связь со своим любовником, спортивным обозревателем Лесом Бёрнсом (Роберт Пейдж). Однако после того, как Клэр убивает первого мужа-миллионера и второго мужа-сенатора, подставляя в последнем преступлении Леса, группе его коллег совместно с психиатром удаётся разоблачить её преступные действия. Фильм прошёл практически незамеченным после выхода на экраны, однако вызвал повышенный интерес у современных историков кино. Так, Деннис Шварц описал картину как «малый фильм нуар о бессердечной роковой женщине, которая не только обманывает, но и убивает», при этом режиссёр фильма «Джек Бернхард сохранил в фильме странность романа Уитни Чемберса», перенеся на экран «образ безжалостно холодной и безумной роковой женщины в исполнении Лесли Брукс». По мнению историка кино Джеффа Майера, фильм «хотя и сходен тематически, с такими фильмами, как „Двойная страховка“ (1944) и „Это убийство, моя милочка“ (1944), однако в плане смелости идёт дальше них». Как отметил Артур Лайонс, показывая своего основного персонажа, фильм «был необычен и бессердечен даже для насыщенных роковыми женщинами 1940-х годов». Описывая образ, созданный Брукс, историк кино Гэри Джонсон отметил, что фильм стал «восхитительным и дерзким для своего времени разоблачением отвратительной болезненной психики по-настоящему убийственной роковой женщины. Клэр Каммингс — это охотница за богатством без каких-либо зачатков совести. Она всё делает только ради себя, и если кто-то встаёт на её пути, тогда она берётся за револьвер или острый нож. Клэр Каммингс — это одна из самых смертельно опасных роковых женщин в истории фильма нуар, которую легко можно поставить в один ряд с такими безжалостными женщинами, как Филлис Дитрихсон из „Двойной страховки“ (1944), Кэти Моффет из „Из прошлого“ (1947), Энни Лори Старр из „Без ума от оружия“ (1950), а также Марго Шелби из другого фильма Бернхарда — „Западня“ (1946)». Историк кино Джефф Майер также заключил, что образ Клэр Каммингс в «Ледяной блондинке» сходен с образом Филлис Дитрихсон в «Двойной страховке» — «ей движет главным образом алчность и стремление поднять свой статус в обществе, и она использует секс для соблазнения своих партнёров и жертв, хотя, при этом как будто и не испытывает особого наслаждения от секса. Она жаждет только власти и испытывает наслаждение, только причиняя боль. Однако, в отличие от расчётливой и коварной Филлис, Клэр предстаёт экстремальной социопаткой, которая упивается своим греховным поведением, и её очевидное наслаждение моментом, когда Леса Бёрнса обвиняют в её третьем убийстве, идёт значительно дальше хладнокровного поведения героини „Двойной страховки“» . Что касается игры Брукс, то, по мнению Лайонса, она «убедительна в роли ледяной убийцы» . Майер также отметил, что «высокому визуальному качеству картины соответствует и уровень игры, особенно, Лесли Брукс в роли социопатки, убивающей трёх человек, и Роберта Пейджа в роли мазохиста-газетного репортёра, который не может прервать с ней связь даже после того, как она выходит замуж и убивает двух человек». Дэвид Хоган отметил, что «Лесли Брукс в качестве злодейки с ангельским лицом здесь попеременно мила и ядовита. Хотя она и не была исключительной актрисой (она провела карьеру в фильмах категории В и на ролях второго плана в крупных фильмах), здесь она даёт почувствовать своё присутствие на экране, демонстрируя энергетику и высокую концентрацию. В её глазах читается твёрдость и некоторое безумие, даже при том, что её ротик так и хочется поцеловать». С другой стороны, по мнению Джонсона, «Брукс безусловно привлекательна, а её большие глаза могут стать почти психическими, что делает её идеальной злодейкой, однако создаётся впечатление, что она просто читает свои строки, не вживаясь по-настоящему в свой образ».
В 1948 году Брукс ушла из кино и посвятила себя семье, появившись на экране ещё лишь раз в 1971 году в фильме «Как твоя любовная жизнь?» (1971).

## Личная жизнь
Лесли Брукс была замужем дважды. В январе 1945 года она вышла замуж за актёра и бывшего морпеха Дональда Энтони Шэя, в ноябре того же года у них родилась дочь Лесли Виктория. В декабре 1947 года Брукс рассталась с Шэем.
В июле 1948 года Брукс начала борьбу за опеку над своей двухлетней дочерью, после того, как Шэй обвинил её в том, что она напоила девочку на вечеринке. Актрисе дают время, чтобы нанять квалифицированную медсестру и домохозяйку, а до тех пор опека передаётся матери Шэя, который должен платить алименты на содержание ребёнка. В ноябре 1948 года пара получает развод. На процессе судья решает, что Шэй использовал любовь Брукс к ребёнку, чтобы вытягивать из неё деньги, обвинив его в преступных намерениях. После этого Шэй подаётся в бега, увозя с собой дочь, а судья передаёт Брукс все права на опеку над дочерью. В декабре 1949 года она получает окончательное решение о разводе, но так и не может найти свою 4-летнюю дочь. Исчез и Шэй, по одной из версий, он увёз дочь в Новую Зеландию.
В 1950 году Брукс вышла замуж за актёра Расса Винсента, с которым познакомилась на съёмках фильма «Ледяная блондинка» (1948). Винсент стал успешным девелопером, у пары родилось три дочери — Дорена Марла (1954), Джина Л. (1956) и Дарла Р. (1960). Некоторое время после рождения дочерей Брукс с семьёй прожила на Гавайях, а затем переехала в Шерман-Оукс. Муж Расс Винсент умер в 2001 году.

## Смерть
Лесли Брукс умерла в Шерман-Оуксе 1 июля 2011 года в возрасте 88 лет.

## Фильмография
| Год  |     | Русское название                   | Оригинальное название                | Роль                                                    |
| ---- | --- | ---------------------------------- | ------------------------------------ | ------------------------------------------------------- |
| 1941 | ф   | Военно-морской блюз                | Navy Blues                           | член Военно-морского секстета (в титрах Лорейн Геттман) |
| 1941 | ф   | Теперь ты в армии                  | You're in the Army Now               | член Военно-морского секстета (в титрах Лорейн Геттман) |
| 1941 | ф   | Девушки Зигфилда                   | Ziegfeld Girl                        | девушка Зигфелда (в титрах не указана)                  |
| 1942 | ф   | Перегон в Дэдвуд                   | Overland to Deadwood                 | Линда Бэннинг                                           |
| 1942 | ф   | Счастливые ножки                   | Lucky Legs                           | Джуэл Перкинс                                           |
| 1942 | ф   | Ты никогда не была восхитительнее  | You Were Never Lovelier              | Сиси Акуна                                              |
| 1942 | ф   | Агент под прикрытием               | Underground Agent                    | Энн Картер                                              |
| 1942 | ф   | Человек, который пришел к обеду    | The Man Who Came to Dinner           | голливудская блондинка (в титрах не указана)            |
| 1942 | ф   | Янки Дудл Денди                    | Yankee Doodle Dandy                  | хористка (в титрах не указана)                          |
| 1942 | ф   | Весь город говорит                 | The Talk of the Town                 | секретарша (в титрах не указана)                        |
| 1943 | ф   | Город без мужчин                   | City Without Men                     | Гвен                                                    |
| 1943 | ф   | Две сеньориты из Чикаго            | Two Señoritas from Chicago           | Лена Ворт                                               |
| 1943 | ф   | В чём дело, кузен?                 | What's Buzzin', Cousin?              | Джози (в титрах не указана)                             |
| 1944 | ф   | Девять девушек                     | Nine Girls                           | Роберта Хэллоуэй                                        |
| 1944 | ф   | Девушка с обложки                  | Cover Girl                           | Морин Мартин                                            |
| 1945 | ф   | Сегодня вечером и каждый вечер     | Tonight and Every Night              | Анджела                                                 |
| 1945 | ф   | Я люблю руководителя оркестра      | I Love a Bandleader                  | Энн Стюарт                                              |
| 1946 | ф   | Человек, который осмелился         | The Man Who Dared                    | Лорна Клэбёрн                                           |
| 1946 | ф   | Здорово быть молодым               | It's Great to Be Young               | Терри                                                   |
| 1946 | ф   | Секрет Свистуна                    | Secret of the Whistler               | Кей Моррелл                                             |
| 1947 | ф   | Девушка, торгующая сигаретами      | Cigarette Girl                       | Эллен Уиллкокс                                          |
| 1947 | ф   | Труп наложенным платежом           | The Corpse Came C.O.D.               | Пегги Холмс                                             |
| 1948 | ф   | Выпад кобры                        | The Cobra Strikes                    | Ольга Каминофф                                          |
| 1948 | ф   | Роман в открытом море              | Romance on the High Seas             | мисс Медвик                                             |
| 1948 | ф   | Ледяная блондинка                  | Blonde Ice                           | Клэр Каммингс Хэннеман                                  |
| 1948 | ф   | Бессмысленный триумф               | Hollow Triumph                       | Вирджиния Тейлор                                        |
| 1949 | кор | Экранные кадры 1860: Хауди, Поднер | Screen Snapshots 1860: Howdy, Podner | Лесли Брукс                                             |
| 1971 | ф   | Как твоя любовная жизнь?           | How's Your Love Life?                | доктор Морин Джон                                       |